# Ș
Ne doit pas être confondu avec le S cédille (Ş)
Cette page contient des caractères spéciaux ou non latins. S’ils s’affichent mal (▯, ?, etc.), consultez la page d’aide Unicode.
Ș (minuscule : ș), appelé S virgule souscrite, est un graphème utilisé dans l'écriture du roumain. Il s'agit de la lettre S diacritée d'une virgule souscrite. Anciennement, il n’y avait pas de distinction entre le S cédille ‹ Ş › et le S virgule souscrite ‹ Ș ›, la virgule souscrite étant la forme de la cédille dans certains polices d’écriture.

## Utilisation

### Latgalien
Le S virgule souscrite a été utilisé dans une grammaire du latgalien de 1928.

### Roumain
En roumain, ‹ ș › représente une consonne fricative palato-alvéolaire sourde /ʃ/. ‹ Ş › (S avec une cédille) est parfois utilisé à la place, mais il s’agit de deux caractères différents, même s’ils se ressemblent.

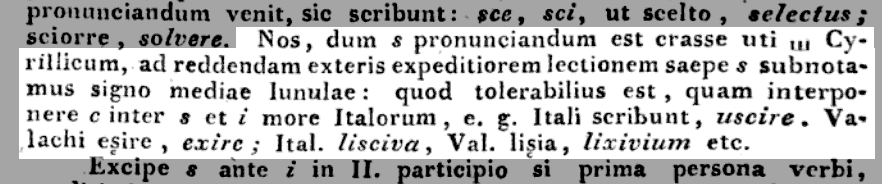
Passage du Dictionnaire de Buda introduisant le s demi lune en 1825.

Elle tient son origine dans une lettre S avec une « demi lune » souscrite (c souscrit) proposée par Petru Maior, pour transcrire /ʃ/ écrit ‹ ш › avec l’alphabet cyrillique à l’époque, dans le Dictionnaire de Buda publié en 1825.

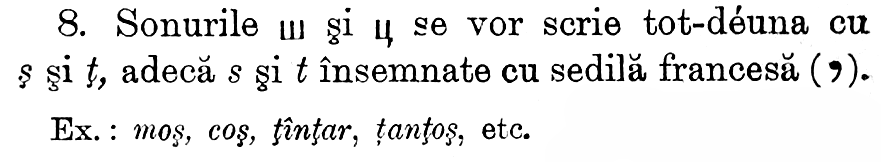
Passage de Ortografia limbei române, publié en 1895 par l’Académie roumaine, présentant les lettres ş et ţ et la cédille en roumain, montrant une virgule pour illustrer la cédille.

Durant la deuxième moitié du XIXe siècle, lorsque l’alphabet latin est adopté pour l’écriture du roumain, remplaçant l’alphabet cyrillique, le S cédille est utilisé avec la cédille classique et la virgule souscrite de manière interchangeable. L’ouvrage Ortografia limbei române définissant l’orthographe roumain à l’époque, publié par l’Académie roumaine, indique que la cédille est utilisée sous ses lettres.
Le Dictionnaire explicatif de la langue roumaine, publié en 1996 et réédité en 2009, définit la cédille comme un signe diacritique ayant la forme virgule placée sous une consonne pour en changer la valeur.

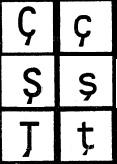
C, S et T avec une cédille minimaliste tels qu’illustrés dans l’ISO 8859-2 (ISO-IR 101) de 1986.

En informatique, le codage ISO/CEI 8859-2 a été conçu avec les caractères roumains S et T cédille (sans différencier la cédille de la virgule souscrite).
En 1998, l’Association roumaine de normalisation créé un codage de caractères informatique SR 14111, avec le S virgule souscrite, et demande en 1999 de coder les S virgule souscrite et T virgule souscrite comme caractères distincts des S cédille et T cédille dans Unicode et le nouveau codage ISO/CEI 8895-16.
En 2003, l’Académie roumaine spécifie que les lettres ș et ț ont le même signe diacritique : une virgule placée à une courte distance sous les lettres s et t et non pas une cédille.

### Same

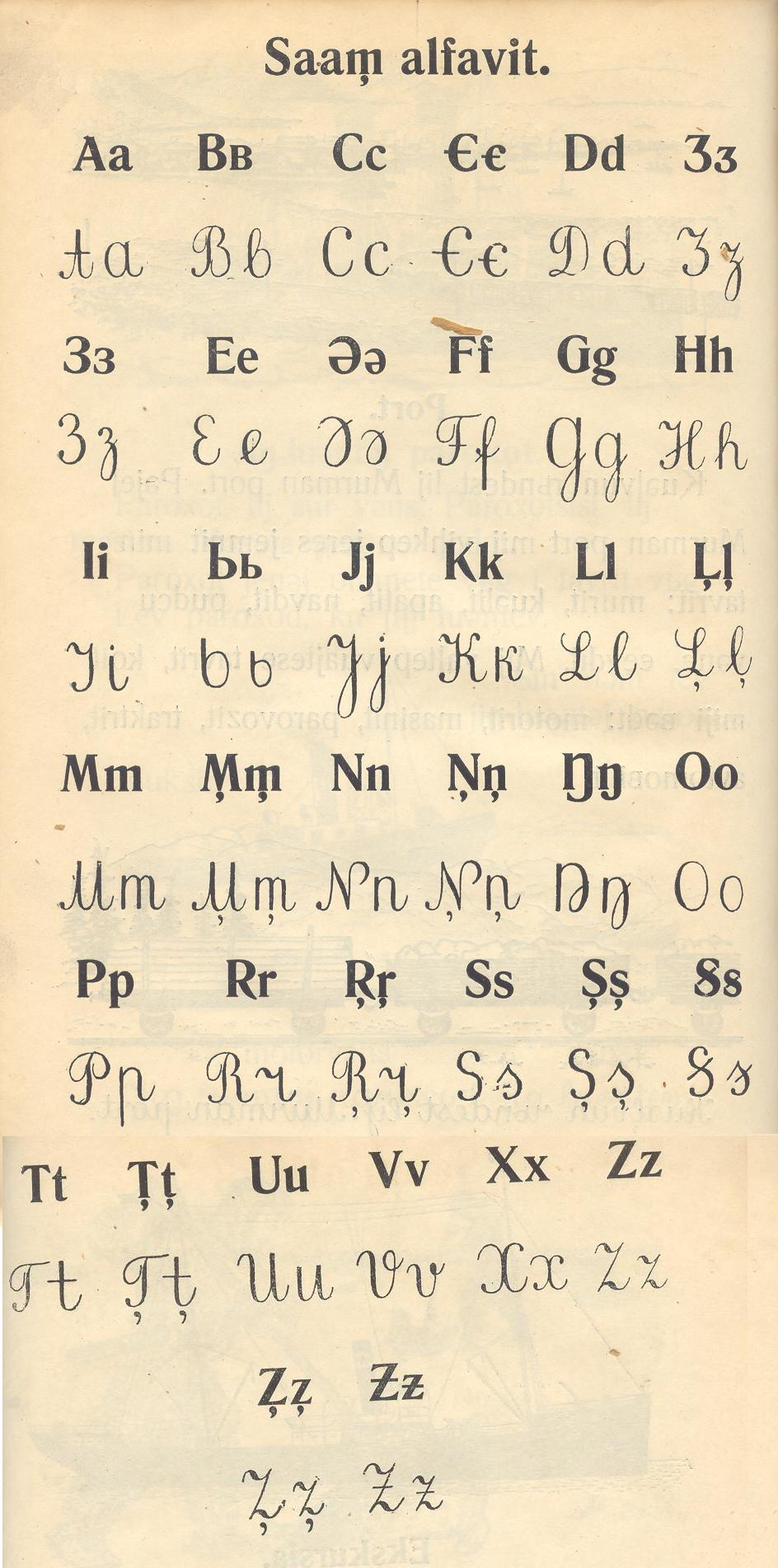
Alphabet same de 1933 utilisant le S virgule souscrite.

Le S virgule souscrite a été utilisé en Union soviétique dans l’alphabet des langues sames.

## Représentations informatiques
Le S virgule souscrite peut être représenté avec les caractères Unicode suivant :
- précomposé (Latin étendu B) :

| forme     | représentation | chaîne de caractères | point de code | description                                 |
| --------- | -------------- | -------------------- | ------------- | ------------------------------------------- |
| capitale  | Ș              | Ș                    | U+0218        | lettre majuscule latine s virgule souscrite |
| minuscule | ș              | ș                    | U+0219        | lettre minuscule latine s virgule souscrite |

- décomposé (latin de base, diacritiques) :

| forme     | représentation | chaîne de caractères | point de code | description                                             |
| --------- | -------------- | -------------------- | ------------- | ------------------------------------------------------- |
| capitale  | Ș              | S◌̦                   | U+0053 U+0326 | lettre majuscule latine s diacritique virgule souscrite |
| minuscule | ș              | s◌̦                   | U+0073 U+0326 | lettre minuscule latine s diacritique virgule souscrite |

### Latgalien
- (lv) Aleksejs Andronovs et Lidija Leikuma, « Par latgaliešu rakstu jeb literārās valodas pareizrunas kopšanu », Baltu filoloģija, vol. XVIII, nos 1/2,‎ 2009, p. 5-14 (lire en ligne)
- (lv) Juris Cibuļs, « Ieskats latgaliešu ābecēs lietotajā rakstībā », dans Latgalistikys kongresu materiali I (=Proceedings of the congress on latgalistics I), 19-20 septembre 2008, 2009, 17-30 p. (lire en ligne)
- (lv) Aleksandrs Eisuļs et Juoņs Silinīks, Latgalīšu volūda (Etimologija), Novosibirsk, Taisneiba, 1928

### Nénètse
- (ru) Г. Н. Прокофьев, « Ненецкий (юрало-самоедский) язык : Языки и письменность самоедских и финно-угорских народов », dans Г. Н. Прокофьев, Языки и письменность народов севера, vol. 1, Москва-Ленинград, Учпедгиз,‎ 1937, 5—52 (lire en ligne)

### Roumain
- (la + ro) Petru Maior, Lesicon romănescu-lătinescu-ungurescu-nemţescu quare de mai mulţi autori, în cursul a trideci, şi mai multoru ani s’au lucrat seu Lexicon valachico-latino-hungarico- germanicum quod a pluribus auctoribus decursu triginta et amplius annorum elaboratum est. (Dictionnaire de Buda), Budae, Typis et Sumtibus Typografiae Regiae Universitatis Hungaricae, 1825 (lire en ligne)
- (en) National Body of Romania, Subdivision Proposal on JTC 1.02.18.01 for 8859-1,8-bit single-byte coded graphic character sets -- Part 16: Latin No. 10 (Attachment: SC 2 N 3227), 25 mars 1999 (lire en ligne)
- (en) National Body of Romania, Application for Registration No. 226, Romanian Character Set for Information Interchange, 22 décembre 1999 (lire en ligne)
- (ro) Marius Sala, Adresă către Academia Română, 7 octobre 2003 (lire en ligne)
- (en) Secretariat, ISO/IEC JTC 1/SC 2, Summary of voting on SC 2 N 3302, Subdivision Proposal on JTC 1.02.20 for 8859-16, 8-bit single-byte coded graphic character sets -- Part 16: Latin No. 10, 5 juillet 1999 (lire en ligne)

### Same
- (ru) А. Г. Эндюковский, « Саамский (лопарский) язык : Языки и письменность самоедских и финно-угорских народов », dans Г. Н. Прокофьев, Языки и письменность народов севера, vol. 1, Москва-Ленинград, Учпедгиз,‎ 1937, 125—162 (lire en ligne)